# Gregorio Funes
Gregorio Funes (Córdoba, 1749 - Buenos Aires, 1829), souvent désigné par Deán Funes (le doyen Funes) était un ecclésiastique et homme politique argentin, recteur de l’université de Córdoba, journaliste, historien et écrivain. Il joua un rôle politique considérable dans les premières décennies de l’Argentine autonome, appuyant d’abord la révolution de Mai, puis devenant en 1811 membre et directeur politique de la Junta Grande, et apportant son concours, à plusieurs reprises, à l’élaboration d’une constitution pour la jeune république.

## Origine et sacerdoce
Gregorio Funes naquit dans la ville de Córdoba, dans ce qui était alors le Gouvernorat du Río de la Plata, au sein d’une famille privilégiée ; ses ascendants du côté paternel en effet, appartenant à un groupe de colons emmenés par Jerónimo Luis de Cabrera, s’étaient établis en ce lieu dès le XVIe siècle. Sa famille côté maternel était issue d’un groupe de colons espagnols qui avait quitté le Chili pour aller se fixer à Mendoza et à Córdoba.
Gregorio Funes poursuivit des études, comme interne au collège jésuite de Monserrat de sa ville natale. Il y eut comme professeur le botaniste jésuite Gaspar Xuarez et pour compagnons Juan José Castelli et Juan José Paso. Ordonné prêtre en 1773, puis nommé directeur du séminaire du diocèse, il obtint son doctorat au mois d’août de l’année suivante. Cependant, dès l’année de son ordination sacerdotale, un conflit se produisit opposant le chapitre de la cathédrale de Córdoba au recteur de l’université, soutenu par l’évêque, conflit dont l’objet était le partage des biens appartenant aux Jésuites expulsés des territoires espagnols. Comme Funes avait pris la tête du groupe des adversaires de l’évêque, ce dernier le nomma curé d’une paroisse de la vallée de Punilla, en ce temps-là la zone rurale la plus importante de la province, l'éloignant de Cordoba de sorte qu'il n'intervienne plus dans le conflit.
En 1779, sans permission préalable de son évêque, il se rendit en Espagne, où il prépara un doctorat en droit canon à l’université d’Alcalá de Henares. Pendant son séjour en Espagne, il s’instruisit des idées des Lumières, qui constituaient alors les normes directives des réformes que projetait de mettre en œuvre le roi Charles III. 
Il retourna dans sa ville natale en 1793, au moment où entrait en fonction le nouvel évêque de Córdoba, José Antonio de San Alberto. Funes fut nommé chanoine de la cathédrale, et, cette même année encore, proviseur de l’évêché. En 1804, il fut élevé au rang de doyen de la cathédrale, et après la mort de l’évêque, il suppléa la vacance à la direction de l’évêché jusqu’à la nomination du remplaçant, Rodrigo de Orellana.
Désigné en 1807 recteur de l’université de Córdoba et du collège de Monserrat, il rédigea et mit en application un plan de réformes et de modernisation de l’université, incluant l’introduction de matières nouvelles, comme les mathématiques, la physique expérimentale, la langue française, la théorie musicale et la trigonométrie. Partisan de l’enseignement gratuit, il fit don d’une partie du patrimoine familial pour permettre la fondation d’une chaire de géométrie, arithmétique et algèbre. Sa gestion par ailleurs tendit à remplacer, à la direction de l’université, les franciscains par des membres du clergé séculier local.
Quoiqu’il réprouvât en même temps les ouvrages de René Descartes, John Locke et Leibniz, tenant la scolastique pour sûre et éprouvée, ses réformes et ses idées démocratiques apparurent néanmoins suffisamment ambitieuses que pour susciter la défiance des autorités locales, en particulier du vice-roi Rafael de Sobremonte.

## La révolution de Mai
En 1809, de passage à Buenos Aires, il s’enquit, par le truchement de Manuel Belgrano et de Juan José Castelli, des projets des groupes révolutionnaires. L’invasion de l’Espagne par les troupes napoléoniennes le porta, dans un premier temps, à adhérer au charlottisme, mouvement qui visait à réaliser l’indépendance par le moyen du couronnement de Charlotte Joachime, sœur du roi d’Espagne captif,  Ferdinand VII. 
Il fut le premier citoyen de Córdoba à être informé de l’éclatement de la révolution de Mai — avant même le gouverneur Juan Gutiérrez de la Concha — et s’empressa de rallier le parti révolutionnaire. Cependant, convié par un groupe de notables à participer à une réunion, où la récusation de l’autorité du nouveau gouvernement, la Première Junte, figurait à l’ordre du jour, Funes apparut être le seul à s’opposer aux desseins des adversaires de la Révolution. Il communiqua à la Première Junte que le gouverneur Concha, appuyé par l’ancien vice-roi Jacques de Liniers, avait juré fidélité au Conseil de Régence, rejetant l’autorité du gouvernement autonome.
Après que l’expédition de l’Armée du Nord eut mis en fuite le gouverneur Concha et ses alliés, Funes, ayant réussi à convoquer le Cabildo de la ville, obtint que celui-ci reconnût l’autorité de la Première Junte. Il sut par ailleurs convaincre le général Francisco Ortiz de Ocampo de ne pas faire fusiller les contre-révolutionnaires capturés ; Ocampo donc les envoya à Buenos Aires, mais ils furent interceptés en cours de route et exécutés par Castelli et Balcarce.
Peu après, il fut élu député pour sa ville et appelé à ce titre à siéger dans la capitale Buenos Aires. Il se mit à la tête du groupe de députés provinciaux qui faisaient pression pour être intégrés sans délai dans une junte exécutive élargie, ce qui fut obtenu en décembre 1810, par l’installation de la dénommée Junta Larga (litt. Grande Junte). L’inclusion des représentants de l’intérieur dans le gouvernement ne recueillant pas l’assentiment général, Funes tenta d’apaiser les tensions en proposant un système de juntes provinciales. Un décret portant établissement de juntes locales, adopté le 11 février 1811, instaura la première forme de gouvernement fédéral en Argentine et permit de maintenir au cours de la longue guerre d’indépendance une certaine unité politique continue dans le territoire.
De façon générale, il appuya Cornelio Saavedra, président de la Première Junte et de la Junta Larga, lequel partageait ses visions fédéralistes et incarnait une politique contraire à celle, plus radicale, du groupe que dirigeait Mariano Moreno. Le soulèvement manqué, en avril 1811, des militaires morénistes, pour qui la prédominance de figures provinciales dans la Junta Larga était devenue intolérable, et la révolution subséquente des 5 et 6 avril 1811, qui vit l’évincement et le bannissement des chefs de file morénistes, amenèrent au pouvoir une Junta Larga recomposée, dont Funes fut nommé membre. Ses avis furent sollicités sur nombre de sujets d’importance et il rédigea la plupart des proclamations, missives et manifestes du nouvel exécutif. Il dirigea la Gazeta de Buenos Ayres, le journal officiel de la Junte, et El Argos de Buenos Ayres, principale revue économique du pays. C’est lui aussi qui, à la suite de la défaite dans la bataille de Huaqui, le 20 juin 1811, conçut l’exhortation au peuple à la résistance. En même temps, il fit figure de défenseur résolu de la liberté de la presse. Il défendait l’idée que le patronage royal (patronato, c'est-à-dire le corps de privilèges et facultés spéciales octroyé par le pape aux rois d’Espagne et du Portugal dans leurs colonies), qu’il considérait comme l’une des sources de pouvoir les plus importantes, devait être dévolu à la Junte. Du reste, il estimait qu’il convenait de réaliser sans délai l’indépendance complète, formelle aussi bien que réelle, d’avec l’Espagne. 
Après la défaite de Huaqui, la Junte laissa à son chef Saavedra le loisir de se porter dans le Nord pour tenter d’y réorganiser l’Armée du Nord et d’endiguer la possible invasion espagnole, mais se frustra ainsi de sa principale autorité. Dès lors, l’élan révolutionnaire de Funes sembla connaître une crise : il fut un des signataires de l’armistice avec le gouvernement royaliste de Montevideo, aux termes duquel les royalistes se virent concéder la domination sur toute la Bande Orientale, et alla jusqu’à recommander à son frère Ambrosio Funes et à ses amis restés à Córdoba de se modérer dans leurs manifestations d’adhésion à la Révolution.

## La chute de la Junta Grande
Bientôt, l’initiative politique dans la capitale passa de fait aux mains du Cabildo de la ville, lequel, après avoir limogé Saavedra absent, fit pression sur la Junte et la persuada de la nécessité de concentrer le pouvoir dans un exécutif restreint, appelé triumvirat, élu par le Cabildo. Ce triumvirat, composé de trois portègnes, vint au pouvoir le 8 septembre 1811 ; la Junte ne fut point dissoute, mais seulement dépouillée de son autorité exécutive et muée en Junte conservatrice (en esp. Junta Conservadora), chargée d’exercer le pouvoir législatif et de contrôler l’exécutif. Dirigée par Funes, la Junte sanctionna un Règlement organique propre à régir le gouvernement, premier acte constitutionnel argentin. Si celui-ci proclamait bien la séparation des pouvoirs, le triumvirat, plus particulièrement son secrétaire Bernardino Rivadavia, n’entendait pas voir dans la Junte davantage qu’une simple dépendance du gouvernement.
Vers la fin de cette même année, la mutinerie dite des Tresses (en esp. Motín de las Trenzas), rébellion des soldats du Régiment de Patriciens, se termina par le massacre des insurgés. Funes, accusé d’être à l’origine de la mutinerie, fut mis en détention, tandis que la Junte fut dissoute et ses membres expulsés de la capitale. Le triumvirat s’empara de la totalité du pouvoir, s’appliquant à écarter de la décision politique les provinces de l’intérieur.

## Le congrès de Tucumán à Buenos Aires
Remis en liberté, Funes retourna à Córdoba début 1812 et entreprit de rédiger son Ensayo de Historia Civil del Paraguay, Buenos Aires y Tucumán ('Essai d’histoire civile du Paraguay, de Buenos Aires et de Tucumán'), un des premiers ouvrages d’historiographie écrits en Argentine. Désireux de se vouer tout entier à l’écriture, il préféra renoncer à représenter sa province au congrès de Tucumán.
Lorsque ledit congrès se transporta à Buenos Aires, les députés José Antonio Cabrera, Eduardo Pérez Bulnes et Miguel Calixto del Corro refusèrent de lui emboîter le pas, ce qui contraignit le gouvernement de Córdoba de choisir deux autres députés pour suppléer les défectionnaires ; un des suppléants était Funes, qui se joignit au congrès à la fin de 1817, et en rédigea ensuite le bulletin officiel, El Redactor. Monarchiste convaincu, il prôna une constitution monarchique, mais ne réussit pas à faire partager ce point de vue. Ce nonobstant, il appuya la nouvelle constitution de 1819, dans laquelle du moins il approuvait le principe d’un gouvernement centralisé ; le préambule en fut son œuvre exclusive, et c’est lui également qui conçut la proclamation, à l’adresse des provinces, annonçant cette nouvelle constitution. 
Celle-ci cependant, en raison principalement de son empreinte unitaire, allait être répudiée par la plupart des provinces de l’intérieur, dont celles de l’est devaient se coaliser en une Ligue fédérale séditieuse. Après que les forces unitaires eurent été défaites à la bataille de Cepeda de 1820, Funes fut missionné par Manuel de Sarratea pour négocier un accord de paix avec les caudillos fédéraux victorieux Francisco Ramírez et Estanislao López, et fut l’un des artisans du traité de Pilar de février 1820, par lequel notamment la constitution fut abrogée.

## L’ère Rivadavia

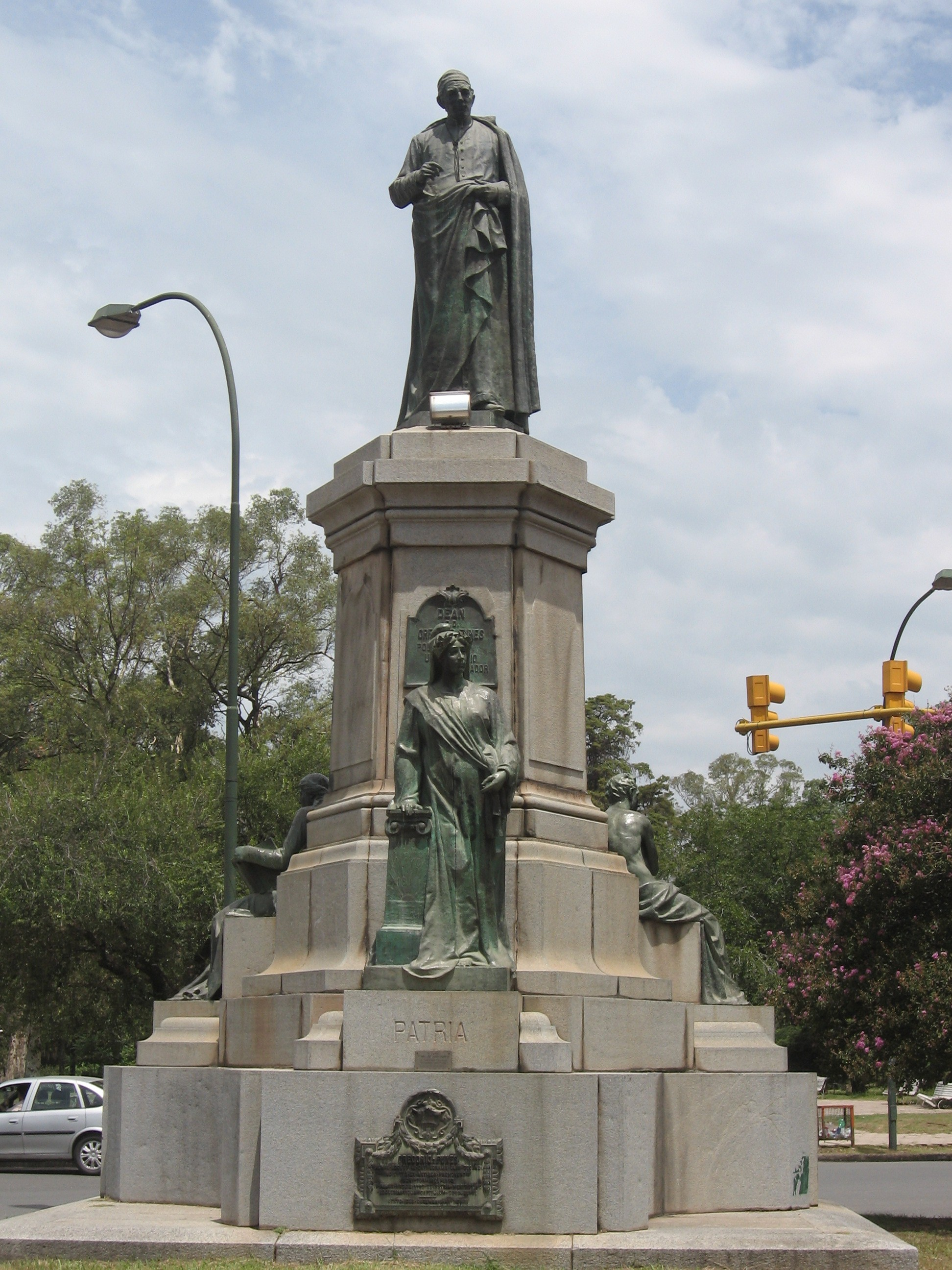
Monument à Gregorio Funes, à Córdoba.

Funes, resté à Buenos Aires, fut nommé par le gouverneur Martín Rodríguez chargé d’affaires de la province de Buenos Aires auprès du gouvernement de Grande Colombie (laquelle comprenait le Venezuela et l’Équateur). Durant son séjour à Bogota, il noua connaissance avec le président Simón Bolívar, et s’efforça, en vain, de persuader le gouverneur Rodríguez de prendre part au Congrès continental de Panama, que Bolívar avait initialement convoqué pour décembre 1824, et qui fut ensuite repoussé jusqu’en 1826. Funes revint en Argentine pour assister le gouverneur Rodríguez dans les efforts de celui-ci en faveur de l’unité nationale ; le Congrès général de 1824, aboutissement de ces efforts, donna finalement naissance à la Constitution de 1826, et au premier (quoique éphémère) gouvernement centralisé d’Argentine. Funes fut lui-même député de Córdoba au Congrès général de 1824, et en devint membre en 1826, sans y mener d’action remarquable.
Mort subitement à Buenos Aires en janvier 1829, il fut inhumé au cimetière de la Recoleta, mais ses restes furent ensuite transférés à la cathédrale de Córdoba. Une ville fondée en 1875 à proximité de la paroisse rurale dont il fut le curé à la fin du XVIIIe siècle fut nommée Deán Funes en son honneur.